# Halteria
Halteria представляет собой род обычных планктонных инфузорий, встречающихся во многих пресноводных средах. Их легко обнаружить из-за распространённости и отличительного поведения, а первые их описания относятся к XVII веку. Со временем было собрано больше сведений об их морфологии и поведении, что привело ко многим изменениям в терминах классификации.
Halteria могут существовать в вегетативной и инцистированной форме, и чаще всего описываются в вегетативной форме.
Halteria можно идентифицировать по уникальному прыгающему движению, которое обеспечивается экваториальным рядом жёстких усиков, бьющихся в унисон, что позволяет микроорганизму очень быстро двигаться в обратном направлении.
Представители рода Halteria гетеротрофны, являются важными бактериоядными в своей среде обитания, и сами служат источником питания в основном многоклеточных. В недавней статье Halteria sp. была названа первым выявленным «вировором» — микроорганизмом, который может питаться вирусами. Клетки Halteria куполообразной формы, и в дополнение к экваториальным усикам имеют воротник из ресничек вокруг ротового отверстия, предназначенного для питания и перемещения. Важная роль в экосистеме, а также удивительная стратегия передвижения делают Halteria представляющими интерес в различных областях протистологических исследований.

## История изучения
Род Halteria широко распространен во многих пресноводных средах. Вероятно, именно из-за повсеместного распространения этого рода наблюдения датируются сотнями лет. Первоначальное описание точно не установлено, но возможно, что это наблюдения Антони ван Ле́венгука в 1675 году за Halteria в качестве четвёртого микроорганизма, обнаруженного в глиняном горшке, наполненного дождевой водой. Микроорганизм, за которым он наблюдал, был маленьким, быстрым и, как было замечено, находился неподвижно, прежде чем быстро изменить направление и двигаться по прямой, что согласуется с характерным движением Halteria.
Название Halteria приписывается Феликсу Дюжардену в 1840 году. Он переклассифицировал Trichodina grandinella и Trichodina vorax, классифицированные ранее Мюллером и Эренбергом, как Halteria grandinella и Halteria vorax. Новый род Halteria появился, когда было обнаружено, что эти два вида не соответствуют подсемейству Vorticellina, к которому относился род Trichodina[en]. Описания Halteria в то время были все ещё довольно расплывчатыми, основное внимание уделялось быстрому прыжковому движению, которое является результатом биения её усиков, и наличию ротовых ресничек.
В 1858 году Эдуард Клапаред и Йоханнес Лахманн более подробно описали Halteria grandinella, впервые явно отмечая, что усики встречаются только в экваториальном поясе вокруг клетки. Были также обнаружены новые детали относительно ротовой полости; Клапаред и Лахман заметили, что в части ротовой полости имеется углубление и что в этом месте отсутствуют оральные реснички — это означает, что оральные реснички образуют неполный круг вокруг ротовой полости, а не окружают её полностью, как предполагалось ранее.
Вопросы о классификации Halteria вновь возникли в последние годы. Halteria чаще всего классифицируются как представители подкласса Oligotrich инфузорий, поскольку они обладают характерными для этого подкласса выступающими ротовыми ресничками, расположенными неполным кругом. Однако недавнее глубокое секвенирование и анализ РНК Halteria указывают на то, что Halteria могут быть более тесно связаны с Oxytrichid, чем с Oligotrich, предполагая, что сходство ротового аппарата с Oligotrich является результатом конвергентной эволюции.

## Описание
Halteria могут существовать в вегетативной, реснитчатой или инцистированной форме, и морфология клеток значительно различается между стадиями.

### Вегетативная форма
В вегетативной форме клетки Halteria имеют шаровидную форму и размер от 15 до 35 мкм. Клетки обладают ротовыми ресничками и жёсткими экваториальными усиками. На переднем отделе клеток Halteria можно обнаружить воротничок из выступающих ротовых ресничек, частично окружающий ротовую полость. Ротовой аппарат состоит из пятнадцати мембранелл, которые окружают буккальную полость, и семи мембранелл внутри ротовой полости.
Жёсткие усики Halteria, иногда называемые прыгающими щетинками, имеют длину 15-25 мкм. Усики расположены экваториально вокруг клеток в 7-10 продольных рядов. Каждый ряд, в свою очередь, разделен на четыре группы усиков. Когда виды Halteria бьют этими усиками в унисон, они делают прыгающее движение, достаточно характерное для Halteria, чтобы наблюдение за этим движением считалось убедительным для визуальной идентификации Halteria.
Оболочка Halteria состоит из четырёх мембран. Внутренняя и наружная альвеолярные мембраны покрывают уплощённые альвеолы, которые полностью лежат под двумя оставшимися мембранами. Клеточная мембрана расположена непосредственно над наружной альвеолярной мембраной и покрывает всю клетку, включая реснички. Перилемма (англ. perilemma) — это самая хрупкая внешняя мембрана, покрывающая лишь небольшие участки клетки. Хрупкость перилеммы может быть причиной такого распределения, поскольку её было бы трудно сохранить. Непосредственно под мембранами оболочки, форма клетки Halteria поддерживается микротрубочками в форме корзинки.
Внутри клеток Halteria сократительная вакуоль расположена примерно посередине между передним и задним концами клетки. Митохондрии Halteria обычно имеют сферическую форму с трубчатыми кристами. В митохондриях Halteria geleiana внутри матрикса были обнаружены микроорганизмы. Микроорганизмы имели форму палочек и наблюдались различной длины и в разном количестве. В настоящее время неизвестно ни о функциях, ни о происхождении этих микроорганизмов, ни о том, являются ли они паразитическими или симбиотическими. У Halteria есть одно микроядро и макроядро с крупными лентовидными ядрышками. Макроядро имеет продолговатую форму, в то время как микроядро шарообразное.

### Инцистированная форма
По мере того как клетки Halteria переходят от вегетативной к инцистированной форме, их шаровидные тела удлиняются, главным образом на переднем конце, пока длина клетки не увеличивается почти вдвое. Из-за неравномерного удлинения ротовая полость уплощается, мембранеллы ротового аппарата перемещаются ближе к центру клетки, а ряды усиков перемещаются ближе к заднему концу клетки. По мере того, как клетка растягивается, в цитоплазме образуются конические структуры длиной 5 мкм. После этой стадии клетки становятся более округлыми, и снаружи образуется слизистая оболочка. На следующей стадии образования цисты конические структуры, образующиеся в цитоплазме, прикрепляются к внешнему слою развивающейся цисты, называемой эктоцистой. После прикрепления к эктоцисте конические структуры называются лепидосомами. Образованные цисты используют слизистую оболочку для прочного прикрепления к любому доступному основанию.

## Среда обитания и экология
Род Halteria состоит из пресноводных инфузорий, входящих в состав планктона. Вид Halteria grandinella встречается в среде обитания по всему миру. Другие виды менее распространены и поэтому менее чётко определены, однако частые описания Halteria grandinella позволили получить представление о роде в целом. Halteria гетеротрофны и, в отличие от многих близких родов, таких как Pelagohalteria, у них нет фотосинтезирующих эндосимбионтов. Halteria действительно часто питаются зелёными водорослями. Когда их наблюдали в пищевых вакуолях и принимали за эндосимбионтов, в прошлом это приводило к неправильной классификации.
Виды Halteria sp. играют особенно большую роль во многих пресноводных средах в качестве бактериоядных. В исследовании, в котором использовались флуоресцентно меченные бактерии в прудах для наблюдения за бактериоядностью протистов, на долю инфузорий приходилось 56 % от общего количества протистов, а на долю Halteria, наряду с двумя другими родами инфузорий, Pelagohalteria и Rimostrombidium, приходилось примерно 71 % от общего количества инфузорий. Halteria также служат добычей для многих многоклеточных хищников. Было высказано предположение, что характерное прыгающее поведение Halteria развилось как стратегия бегства от хищника. Halteria также способны действовать как вироворы и могут потреблять вирусы, такие как Chlorovirus[en], способствующие росту и делению.
Большая часть исследований, связанных с Halteria, сосредоточена на их передвижении и экологической роли. Halteria выступает в качестве модельного организма для изучения их прыжковых движений посредством биения ресничек. Его можно в изобилии встретить в различных пресноводных средах, взаимодействующим с другими организмами как в качестве хищника, так и в качестве добычи.
Halteria проводят большую часть времени неподвижно, либо плавно перемещаются по воде, приводимые в движение ресничками на их переднем конце. В лабораторных условиях прерывистое прыжковое движение, наиболее часто ассоциируемое с Halteria, было вызвано внешним раздражителем, таким как токи. Прыжковое поведение для Halteria требует 41 % от всего обмена веществ организма, и поэтому слишком частое его повторение было бы неэффективным использованием энергии.

## Репродукция

### Бесполое размножение
Halteria могут репродуцироваться бесполым путём через поперечное бинарное деление. Во время этой репликации большая часть инфузорий, которые станут дочерними клетками, формируется de novo. Единственным исключением из этого правила является ротовая полость родительской клетки, которая наследуется одной дочерней клеткой. Родительские усики рассасываются клеткой во время деления, и усики обеих дочерних клеток образуются de novo согласно генам, а ротовая полость второй дочерней клетки образуется de novo путём образования орального зачатка на заднем конце клетки. Как макроядро, так и микроядро делятся в процессе, в результате образуются две дочерние клетки, генетически идентичные родительской клетке.

### Конъюгация
Клетки Halteria могут репродуцироваться половым путём посредством процесса, который был специально изучен у H. grandinella. Во время полового взаимодействия стороны двух клеток Halteria сближаются. Затем происходят различные изменения в морфологии, включая уменьшение количества усиков в обеих клетках и потерю буккальных мембранелл у одной из клеток, а у другой исчезает весь ротовой аппарат. Оставшиеся мембранеллы распределяются между клетками на переднем конце. На ядерном уровне в процессе конъюгации исходный фрагмент макронуклеуса и микроядра созревают и делятся три раза, причём только одно производное от первых двух делений продолжает делиться, образуя два пронуклеуса в третьем делении. Происходит обмен пронуклеусами между клетками, и те два, которые оказываются в каждой клетке, сливаются, образуя синкарион. Синкарион делится дважды, при этом одно производное от каждого из вторых делений вырождается, а оставшиеся производные становятся новым микроядром и макроядром. После завершения деления синкарионов конъюгаты разделяются, образуя теперь две клетки с генетикой, отличной от родительских клеток и друг от друга.